# بهارخواب

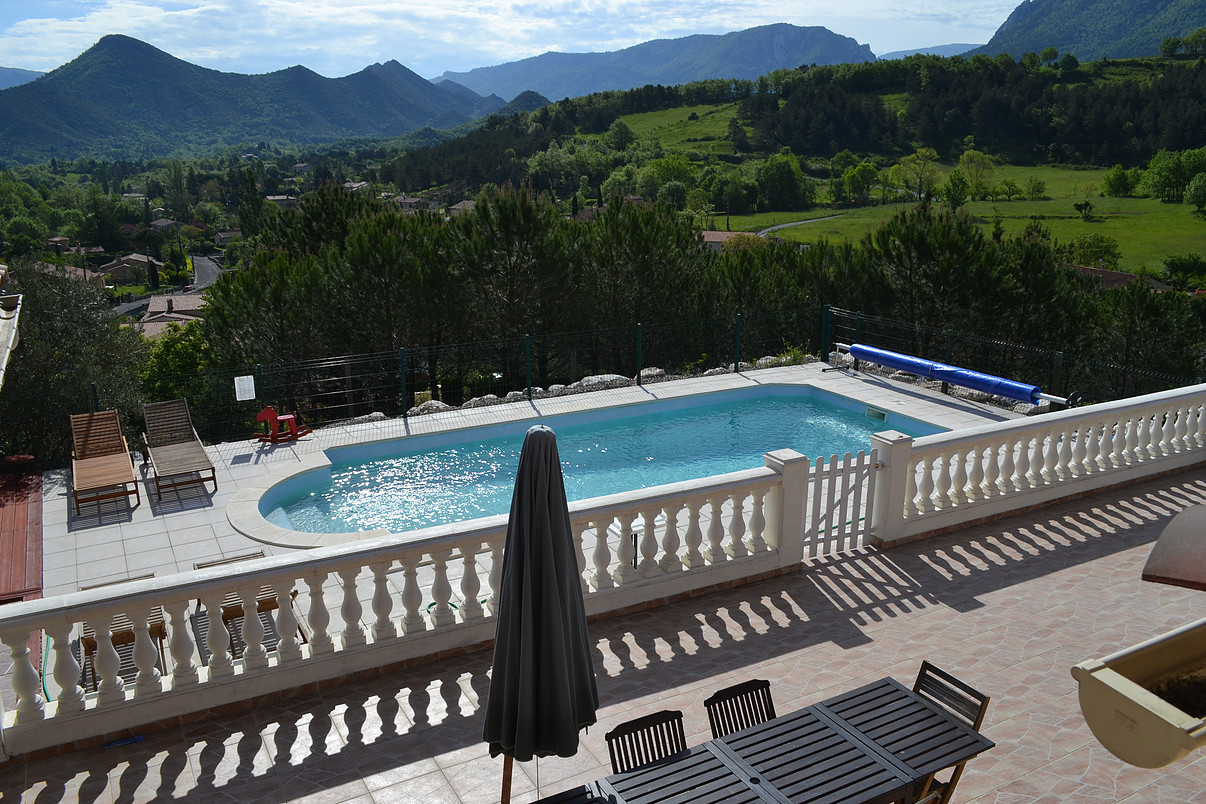
یک بهارخواب در فرانسه

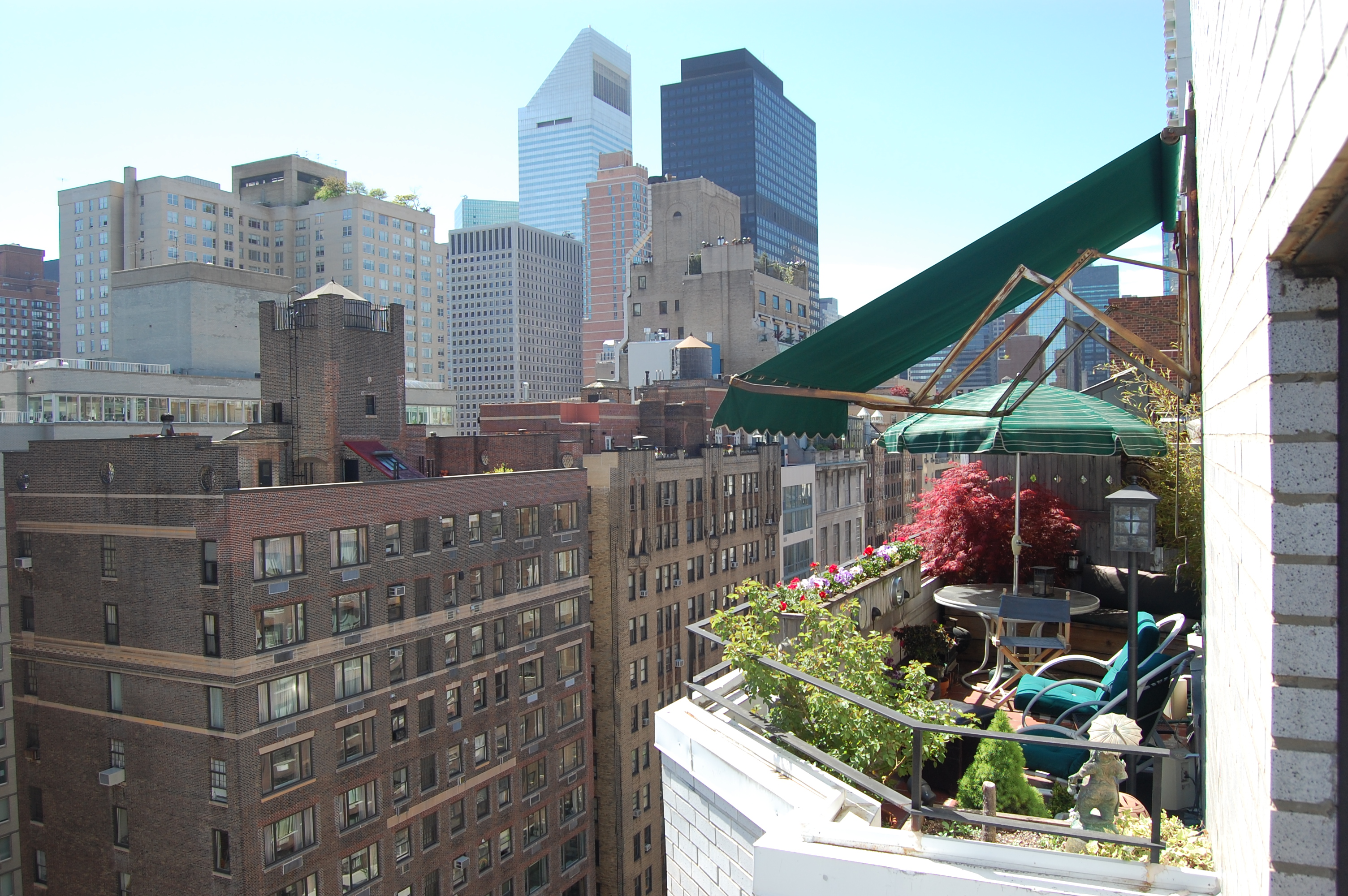
یک بهارخواب در خیابان ۵۷ شرقی نیویورک

تراس، بهارخواب یا مهتابی فضایی خارجی، بالا آمده، تخت، و باز در یک چشم‌انداز (مانند پارک یا باغ) نزدیک ساختمان، یا به‌عنوان بام باغ بر روی بامی تخت است.
به عبارتی میتوان گفت بهارخواب نام دیگر مهتابی در معماری سنتی ایرانی است و در مناطقی از خراسان به آن تخت‌بوم نیز می‌گویند.
طراحی معماری ایرانی متأثر از سبک زندگی بوده و فضاهایی همچون بهار خواب روح زندگی و آرامش را وارد معماری کرده.
محیطی نیمه‌باز که به نوبهٔ خود منطبق با مسائل اقلیمی و گاهی سلسله‌مراتب فضایی است.
محیطی بدون سقف که معمولاً در طبقات بالای ساختمان در مجاورت حیاط برای خواب در شبهای بهار و تابستان خصوصا در مناطقی با آب و هوای گرم و استفاده از آن در روزهای پاییز به عنوان یک فضای چند عملکردی در طول شبانه‌روز در اختیار خانواده است.  
در مناطقی چون خوزستان به علت گرما و رطوبت هوا برای جلوگیری از نور مزاحم خورشید طراحی می‌شود و هر چه عمق این فضا بیشتر باشد کارایی بیشتری دارد.
تزیینات معماری آن به علت پیوستگی و مجاورت آن با حیاط از یک نوع هستند.
بهارخواب فضایی آن چنان منعطف و کارآمد است که علاوه بر خانهٔ مسکونی به ساختار فضایی مساجد و مدارس نیز راه یافت که به نمونه‌های زیبایی چون مسجد سپهسالار تهران و مسجد سید اصفهان از دورهٔ قاجار می‌توان اشاره کرد.

## تاریخچه
استفاده از بهارخواب برای کشاورزی به دوران ماقبل تاریخ بازمی‌گردد. نخستین موارد استفاده از آن در معماری به فرهنگ ناتوفی در خاورمیانه به ۱۳۰۰۰ تا ۹۸۰۰ سال پیش از میلاد بازمی‌گردد.

## نگارخانه

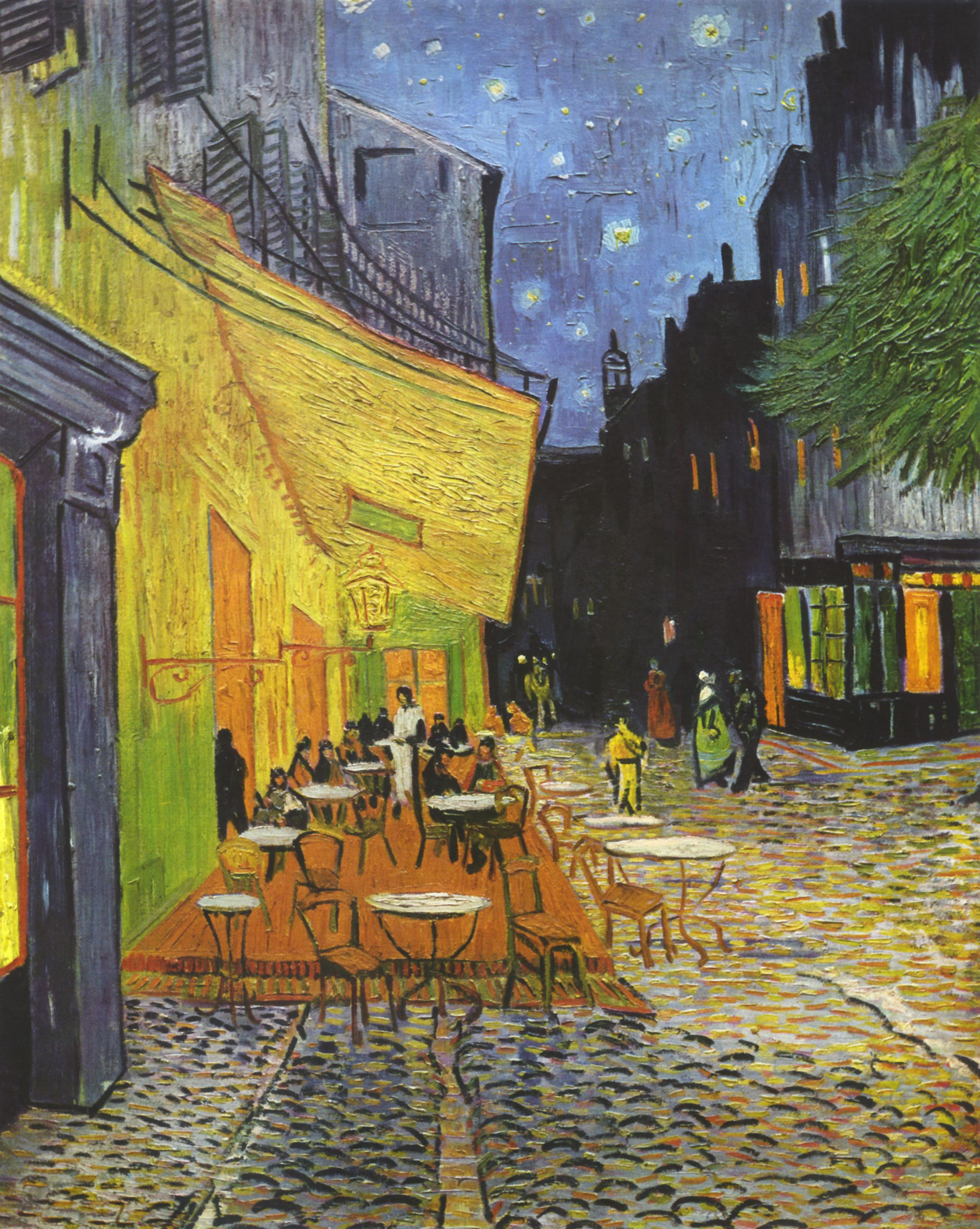
تراس کافه در شب، اثر ونسان ون گوگ